# Prunellier
Prunus spinosa · Épine noire
Pour les articles homonymes, voir épinette et épine noire.
Espèce
Répartition géographique
Statut de conservation UICN

 LC  : Préoccupation mineure
Le prunellier ou prunelier (/pʁy.nə.lje/ ou /pʁy.nɛ.lje/) (Prunus spinosa) est une espèce de plantes à fleurs de la famille des Rosaceae.
Il est parfois appelé, selon les régions, buisson noir, épine noire, épinette, belossay, créquier, fourdinier, fourdraine, mère-du-bois, pelossier ou prunier épineux.
Depuis les rectifications orthographiques de 1990, la graphie « prunelier » est également acceptée. Cette nouvelle orthographe bien que conforme à la prononciation, n'est pas répertoriée dans de nombreux dictionnaires de référence,.
C'est un buisson ou un arbuste qui, en raison de son caractère épineux et d'une forte tendance à drageonner, est très utilisé pour former des haies infranchissables pour le bétail. Comme l'aubépine, il peut former une haie ou un taillis inextricable en quelques années.
Ses fruits sont les prunelles. Étant appréciés des oiseaux qui disséminent ses graines, c'est un buisson qui peut vite envahir les friches et certaines pâtures délaissées. C'est une espèce pionnière de pleine lumière qui tolère mal la concurrence.

## Description
Le prunellier est une plante vivace, jusqu'à −20 °C, pouvant mesurer de 0,50 à 6 mètres de hauteur. Ses rameaux très épineux portent une écorce noirâtre, par opposition à celle de l'épine blanche (aubépine) qui est plus claire. Jeunes, ils sont pubescents. Les prunelliers forment des buissons très épineux, parfois difficilement pénétrables.
Son feuillage est caduc, ses feuilles sont oblongues ou lancéolées, de 1-2 × 2-4 cm de long, à marge finement dentée, en coin à la base. Elles sont souvent pubescentes sur les nervures de la face inférieure.
Les fleurs blanches apparaissent avant les feuilles, seulement sur les tiges non taillées l'année précédente. Elles sont pour la plupart solitaires (parfois par 2-4), portées par un pédoncule de 3-6 mm. Elles apparaissent généralement en mars-avril et sont mellifères. Le prunellier est une espèce hermaphrodite (les organes mâles et femelles se trouvent dans la même fleur) et entomogame, c'est-à-dire pollinisée par les insectes.
Ses drupes à un seul noyau appelées prunelles (localement plosses dans le sud de la Bourgogne-Franche-Comté et le nord de l'Auvergne-Rhône-Alpes), de 6–15 mm de diamètre, pruineuses, violettes à noirâtres sont astringentes et très âpres tant qu'elles n'ont pas subi les premières gelées. Les graines sont dispersées par les animaux (voir zoochorie et endozoochore).
Il existe différents cultivars du prunellier dont Prunus spinosa 'Plena' qui dispose de fleurs doubles.

## Distribution
Le prunellier est largement présent de l'Europe de l'Ouest à l'Asie Mineure, dans la région du Caucase, et du nord du Maghreb au sud de la péninsule scandinave.

## Propriétés médicinales
Les fruits sont astringents et toniques, car riches en tanin, vitamine C et acides organiques.
En décoction, le prunellier est laxatif, et ses fruits sont utilisés comme remède contre les constipations.[réf. nécessaire]

## Piqûres
Les piqûres d'épines noires ont la réputation d'être dangereuses.
La piqûre peut être douloureuse et occasionner des infections chez l'homme ou chez le bétail. L'épine se casse également facilement et des fragments peuvent alors rester sous la peau, aggravant le risque d'infection.

## Utilisation

### Agriculture
Le prunellier est un des constituants naturels des haies, car les bovins et ovins n'apprécient pas ses fruits et restent à bonne distance de ses épines.
Ses drageons à croissance rapide en font un arbuste idéal pour la consolidation des terrains en pente. Par sa robustesse et sa résistance au gel, il peut être cultivé dans des terrains difficiles et les jardins sauvages.
Il peut être utilisé comme porte-greffe naturel pour le prunier, le pêcher et l'abricotier. Au bout de deux à trois ans, on obtient une fructification qui arrive à maturité au début de l'automne. La durée de vie du prunellier est d'environ 50 ans,.

### Gastronomie
Ses prunelles sont comestibles quand elles sont blettes et peuvent être utilisées pour obtenir une liqueur réputée (comme le patxaran ou la veine d'épine noire) et pour l'élaboration d'eau-de-vie.
La confiture de prunelles était très souvent confectionnée autrefois dans les régions au climat rude, elle est encore utilisée en cuisine dans l'élaboration des recettes à base de vin rouge, bourguignons, civets, etc. Afin de diminuer l'astringence du fruit, il faut le cueillir après les premières gelées
Pour éviter que les oiseaux ne mangent la majorité de la récolte, il est possible de cueillir les drupes avant les gelées, et de les passer au congélateur.
Ce sont les sommités des rameaux qui sont utilisées pour faire le vin d'épines. Les levures indigènes naturellement présentes sous forme de pruines, ainsi qu'à la surface du végétal sont à l'origine du processus de fermentation du vin de prunelle.
Les fleurs de prunellier décorent au printemps les salades et les desserts. Elles peuvent aussi servir à parfumer des crèmes, auxquelles elles communiquent leur petit goût d’amande amère.

### Menuiserie
Son bois est très dur, il était utilisé comme bois d'œuvre, en marqueterie, pour des jouets et pour la confection des cannes appelées bâtons d'épines. En Irlande, des cannes traditionnelles nommées shillelagh sont un élément du folklore celtique.

## Écologie
Ses fruits attirent de nombreux oiseaux frugivores, tels que les grives et merles mais plaisent aussi au muscardin et autres micromammifères du bocage.

### Hôtes
Cet arbuste est un excellent site d'accueil pour de nombreux lépidoptères tels que les thècles. Il est l'hôte principal de la chenille de la thècle du bouleau (Thecla betulae), et un des hôtes d'autres chenilles de rhopalocères (papillons de jour) comme :
- le flambé (Iphiclides podalirius)[13],[15],
- le gazé (Aporia crataegi),
- la thècle de l'amarel (Satyrium acaciae),
- la thècle du prunier (Satyrium pruni)[15].

Les chenilles d'hétérocères (papillons de nuit) suivantes (classées par familles) se nourrissent également de prunellier, quelques espèces pouvant être localement causes de défoliations temporaires :
- la cidarie du prunier, Eulithis prunata (Geometridae),
- la citronnelle rouillée, Opisthograptis luteolata,
- l'hibernie hâtive, Agriopis marginaria,
- la phalène sillonnée, Hemithea aestivaria,
- la phalène du sureau, Ourapteryx sambucaria,
- la cabère distincte, Lomographa distinctata[15],
- la philobie alternée, Semiothisa alternaria[15],
- la laineuse du prunellier, Eriogaster catax,
- la laineuse du cerisier, Eriogaster lanestris (Lasiocampidae),
- la feuille-morte du chêne, Gastropacha quercifolia,
- la livrée des arbres, Malacosoma neustria,
- le double oméga, Diloba caeruleocephala (Noctuidae),
- le moyen paon de nuit, Saturnia spini (Saturniidae),
- le petit paon de nuit, Saturnia pavonia,
- la zygène des épines, Aglaope infausta (Zygaenidae).

## Culture
Le prunellier se reproduit par semis ou par multiplication végétative des drageons. Il supporte très bien la sécheresse mais ne s'épanouit véritablement que dans une terre profonde.

## Galerie

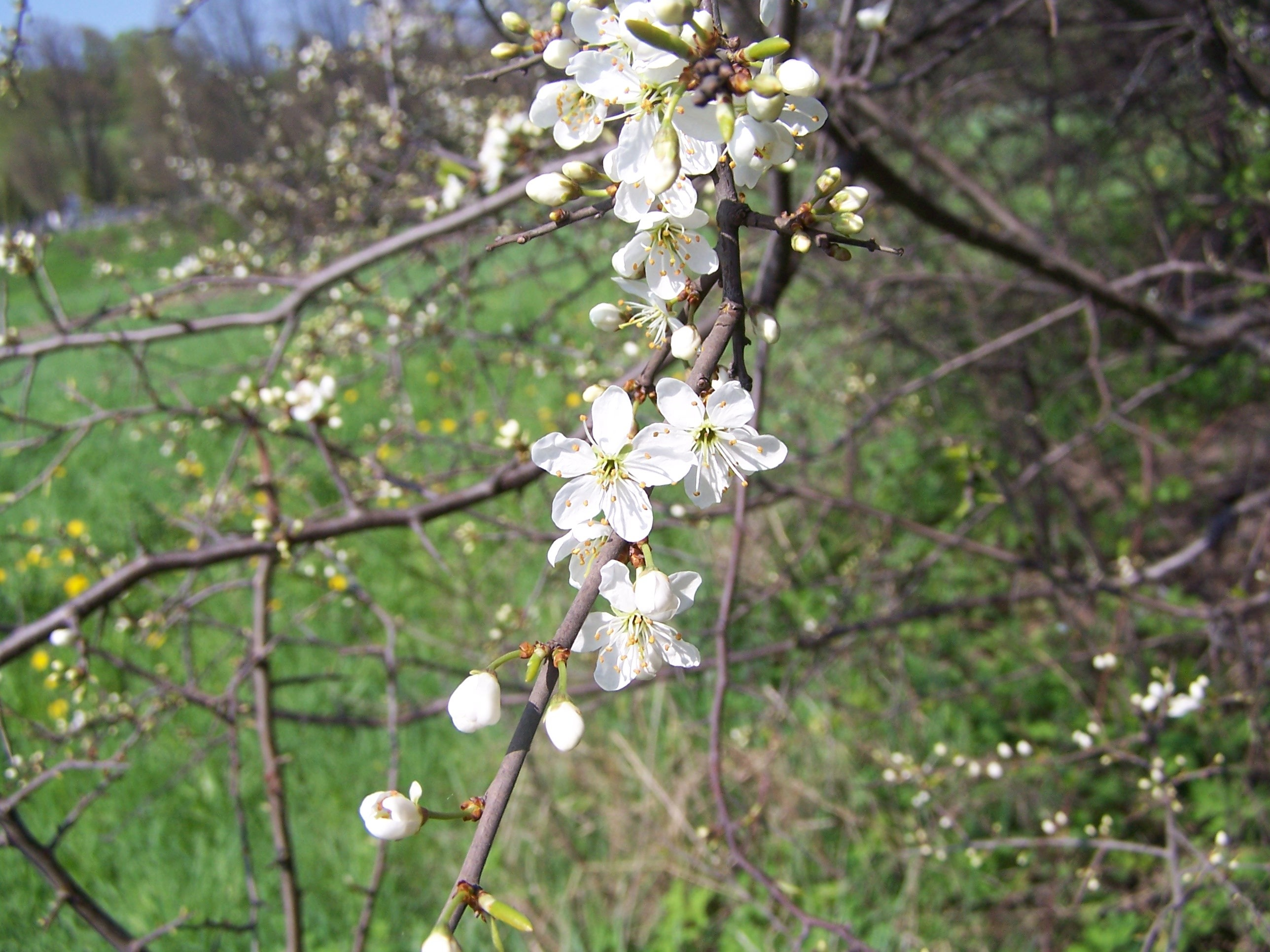
Fleurs.
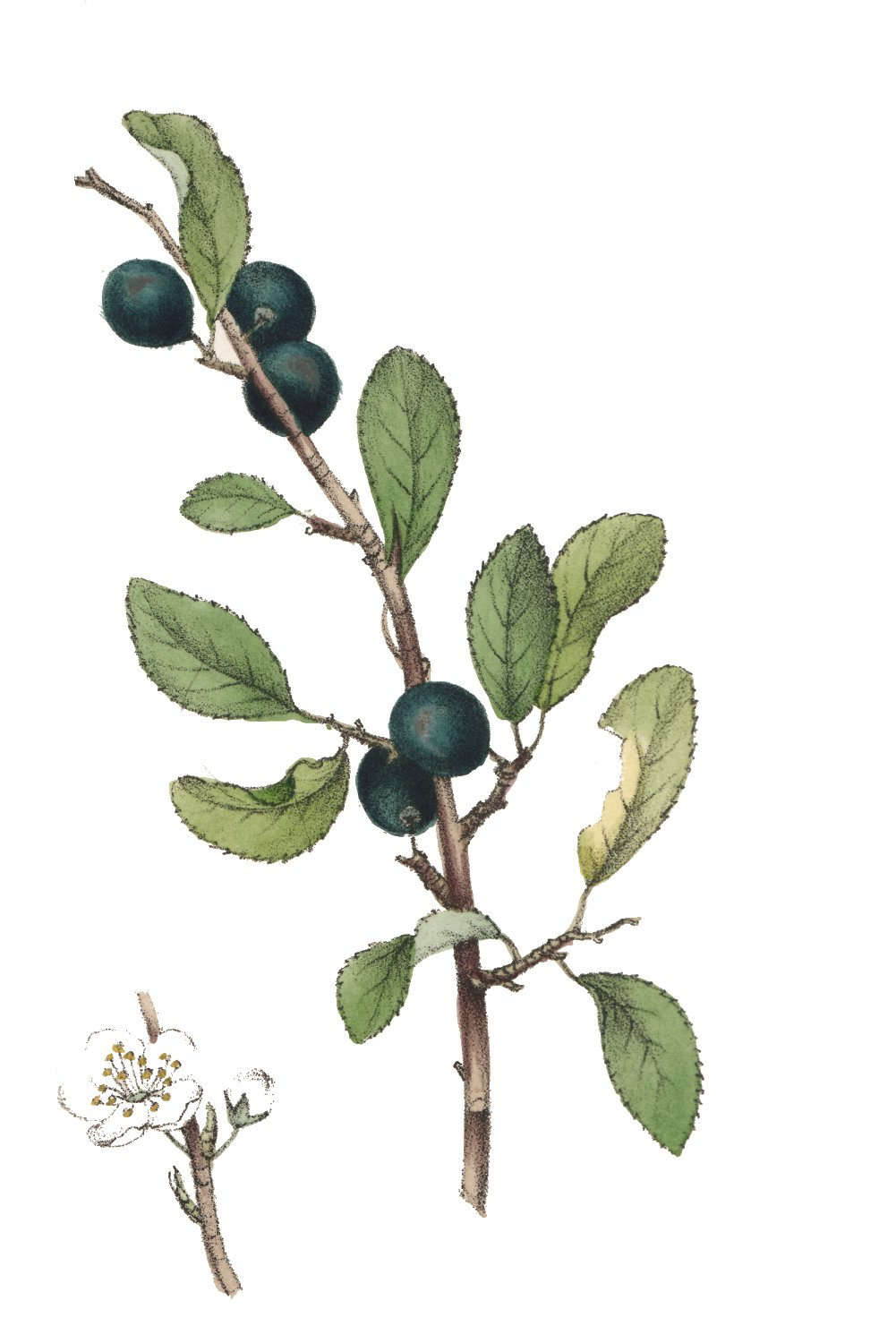
Fruits.
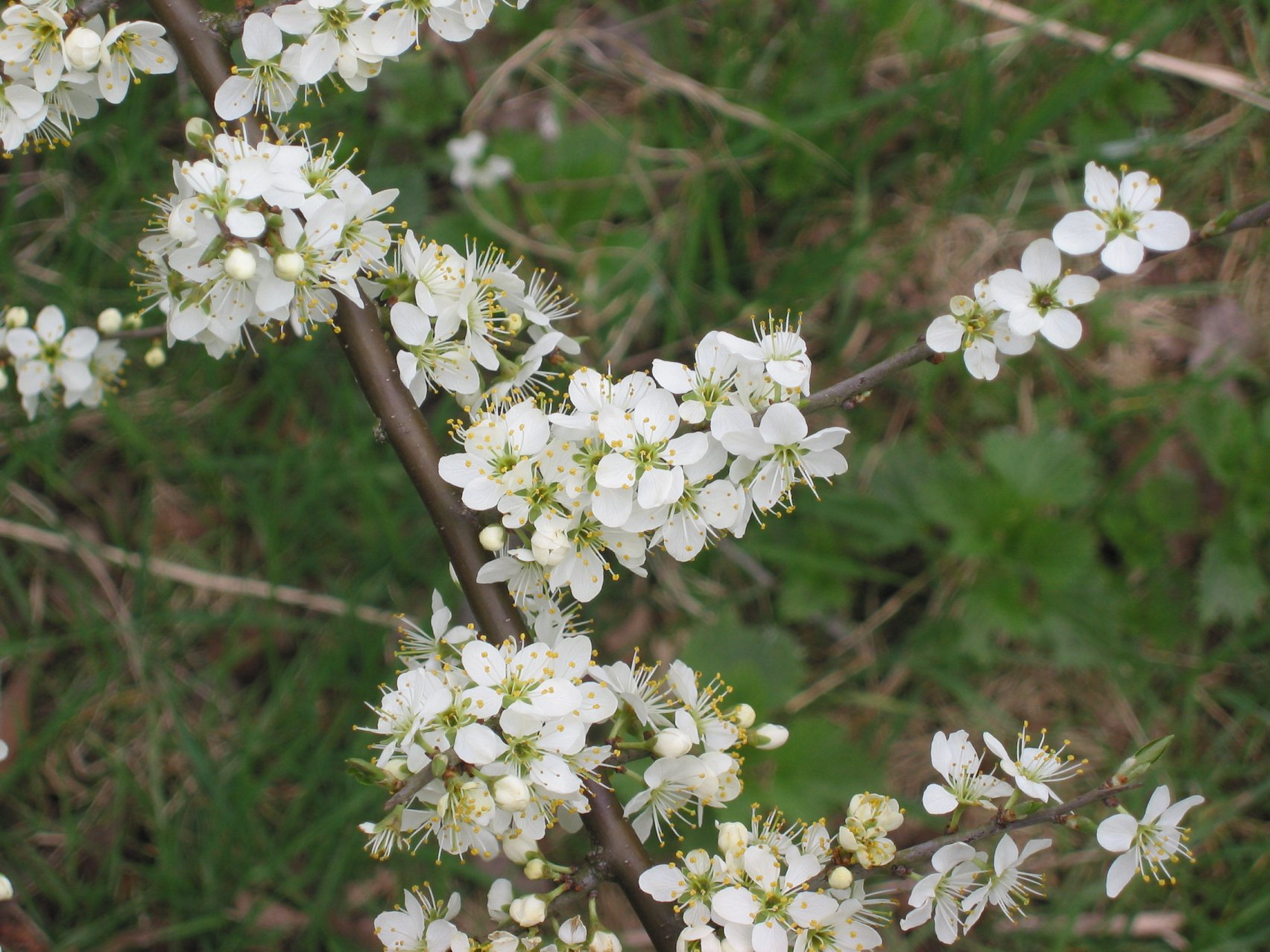
Prunus spinosa en fleurs.
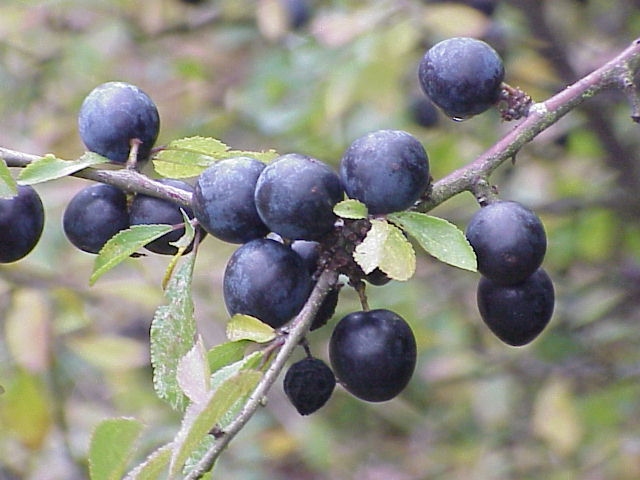
Prunelles.
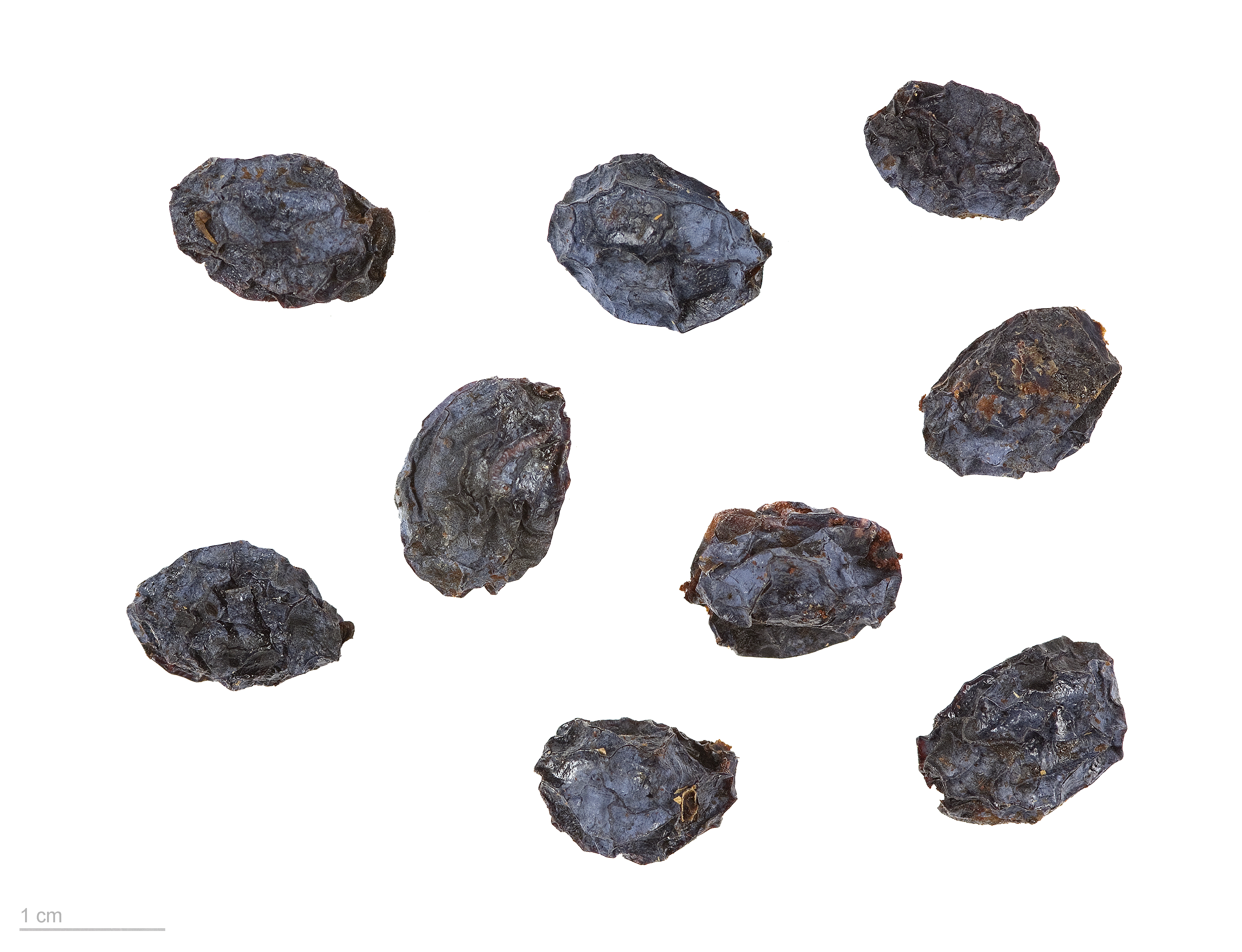
Prunus spinosa fruits desséchés.